# عرفط
العُرْفُط (الاسم العلمي Vachellia oerfota) شجيرة أو شجرة شوكية صغيرة من فصبلة السنفية، واسعة الانتشار (في السعودية جبال السراة والحجاز)، وربما نبتت في مجموعات كبيرة فيكيون منها أجمات يصعب الولوج من خلالها. منابتها الحزون والأسناد الصخرية الغليظة عند أقدام الجبال، على ارتفاع 200-800 م. وهي شجرة أصيلة في أفريقيا والشرق الأوسط

## الوصف
تقوم العرفطة على أغصان كثيرة نحيلة، تخرج من أصل واحد مطمور،
بارتفاع قدره 1,5-2 م. أغصانها السفلية تفترش الأرض غالبًا، وماعلاها يتفرع
نحو الأفق، ولا يعلو صعدا إلا القليل، أغصانها ذات لون اخضر مغبر،
وربما مصفر، وعودها خرع رديء، لا يصلح للوقود. ويكسوها أشواك زوجية
كثيفة صلبة حجناء، والوراق ريشية مغبرة خضراء إلى زرقة بسيرة، تشبه أوراق القتاد،
تنحت في نهاية فصل الربيع. وأزهارها برم بيضاء، في حجم ازهار الطلح أو أكبر
قليلا، يقال لها الفتلة. رائحتها طيبة فواحة، يجرسها النحل، ويتلوها ثمار سنفية متطاولة،
مسطحة الجانبين، وربما شبه بيضاوية، شبه مخضرة.